# Summierungseffekt
Ein Summierungseffekt im Mietrecht liegt vor, wenn jeweils für sich unbedenkliche, aber inhaltlich zusammengehörige Klauseln in einem Mietvertrag in ihrer Gesamtwirkung zu einer unangemessenen Benachteiligung des Vertragspartners des Verwenders führen. Das gilt auch dann, wenn nur eine der beiden Klauseln formularmäßig, die andere dagegen individuell vereinbart wurde, oder eine von zwei Formularklauseln schon für sich gesehen unwirksam ist.

## Grundlegendes
Grundsätzlich ist der Vermieter verpflichtet, die Mietsache in dem vertragsgemäßen Zustand zu erhalten (Instandhaltungspflicht gem. § 535 Abs. 1 Satz 2 BGB). Er hat demnach die während der Mietzeit dazu erforderlichen Erhaltungs- und Reparaturarbeiten vorzunehmen. Diese Instandhaltungspflicht ist abdingbar. Dies setzt eine Parteivereinbarung voraus, die auch in einem Formularmietvertrag getroffen werden kann. Die Überwälzung von sogenannten Schönheitsreparaturen unterliegt allerdings dann der Inhaltskontrolle gemäß § 307 BGB.

## Beispiel
Der Mietvertrag enthält die folgende formularmäßige Vereinbarung:
"Der Mieter hat insbesondere die Verpflichtung, auf seine Kosten alle Schönheitsreparaturen ... auszuführen bzw. ausführen zu lassen...
Schönheitsreparaturen umfassen das Tapezieren, Streichen der Wände und Decken, das Streichen der Heizkörper ...
Diese Arbeiten sind ab Mietbeginn in der Regel in Küchen, Bädern und Toiletten spätestens nach drei Jahren, in Wohnräumen, Schlafräumen, Dielen... spätestens nach fünf Jahren und in sonstigen Räumlichkeiten... spätestens nach sieben Jahren zu tätigen."
Diese Klausel für sich ist nicht starr und damit wirksam, da durch die Verwendung der Formulierung "in der Regel" für den verständigen Mieter genug Raum gelassen wird, zu erkennen, dass sich die tatsächlichen Renovierungsintervalle an dem objektiv Erforderlichen anpassen werden.
Der Mietvertrag enthält jedoch auch eine Individualvereinbarung, nach welcher der Mieter bei Auszug zu renovieren hat.
"Die Mieträume sind zum Vertragsablauf geräumt, sauber zu verlassen. Außerdem sind die Tapeten zu entfernen und die Decken und Wände zu streichen."

## Zusammenwirken der Klauseln als unangemessene Benachteiligung
Hier enthalten beide Vereinbarungen im Mietvertrag eine Gesamtregulierung zur Übernahme von Schönheitsreparaturen. Es treffen die Verpflichtungen zur Übernahme von laufenden Schönheitsreparaturen mit der Renovierungspflicht nach Beendigung des Mietverhältnisses zusammen. Der Mieter wäre verpflichtet, eine Endrenovierung der Wohnung bei Auszug durchzuführen, obwohl er beispielsweise ein Jahr zuvor die turnusmäßigen Schönheitsreparaturen durchgeführt hat (= Summierungseffekt). Eine Endrenovierung darf der Vermieter daher nicht ohne Berücksichtigung auf den Zeitpunkt der letzten Schönheitsreparaturen verlangen. Insgesamt entsteht dadurch eine unangemessene Benachteiligung des Mieters i. S. d. § 307 BGB.